# Stellasaurus
Stellasaurus ancellae
Genre
Espèce
Stellasaurus (qui signifie « lézard étoilé » ; en référence à la forme de l'ornement de sa tête et en hommage à la chanson Starman de David Bowie,) est un genre de Dinosaures de la famille des Ceratopsidae, sous-famille des Centrosaurinae, qui a vécu dans le Montana à la fin du Crétacé. La seule espèce connue en est Stellasaurus ancellae, dont des restes ont été trouvés dans la formation de Two Medicine du Campanien supérieur, l'unité géologique dans laquelle ses parents Rubeosaurus (maintenant considéré comme un synonyme de Styracosaurus), Einiosaurus et Achelousaurus ont été découverts.
Initialement proposé comme taxon distinct en 1992, les spécimens ont ensuite été attribués à Rubeosaurus. Mais en 2020, une réévaluation confirme qu'il s'agit bien d'une espèce distincte, relevant d'un nouveau genre. Il s'agirait d'une forme de transition entre Styracosaurus albertensis et Einiosaurus sur la ligne évolutive qui a conduit à Achelousaurus et Pachyrhinosaurus.

## Systématique
Le genre Stellasaurus et l'espèce Stellasaurus ancellae ont été décrits en 2020 par John P. Wilson (d), Michael Joseph Ryan (d) et David Christopher Evans (d).

## Description

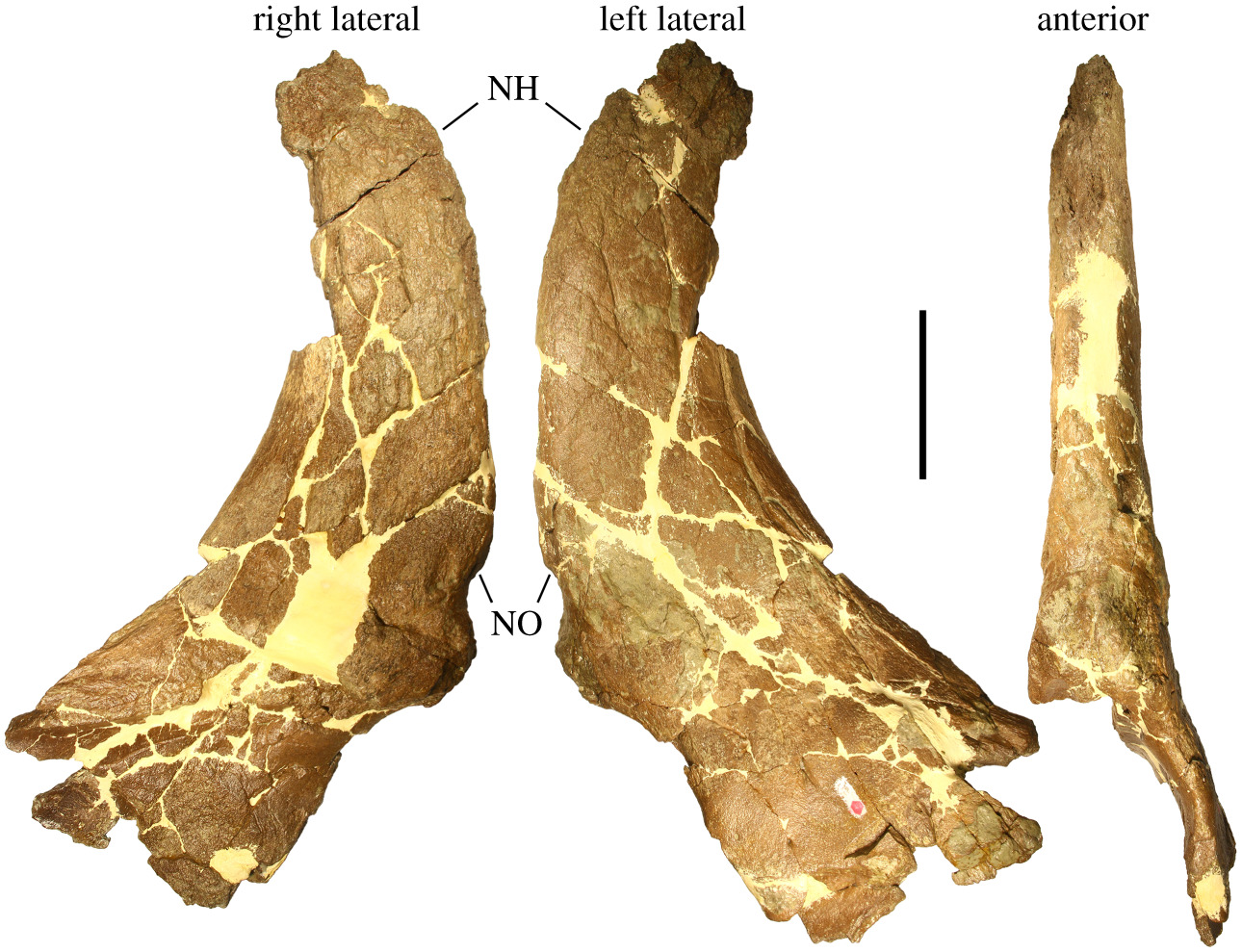
Corne nasale de Stellausaurus.

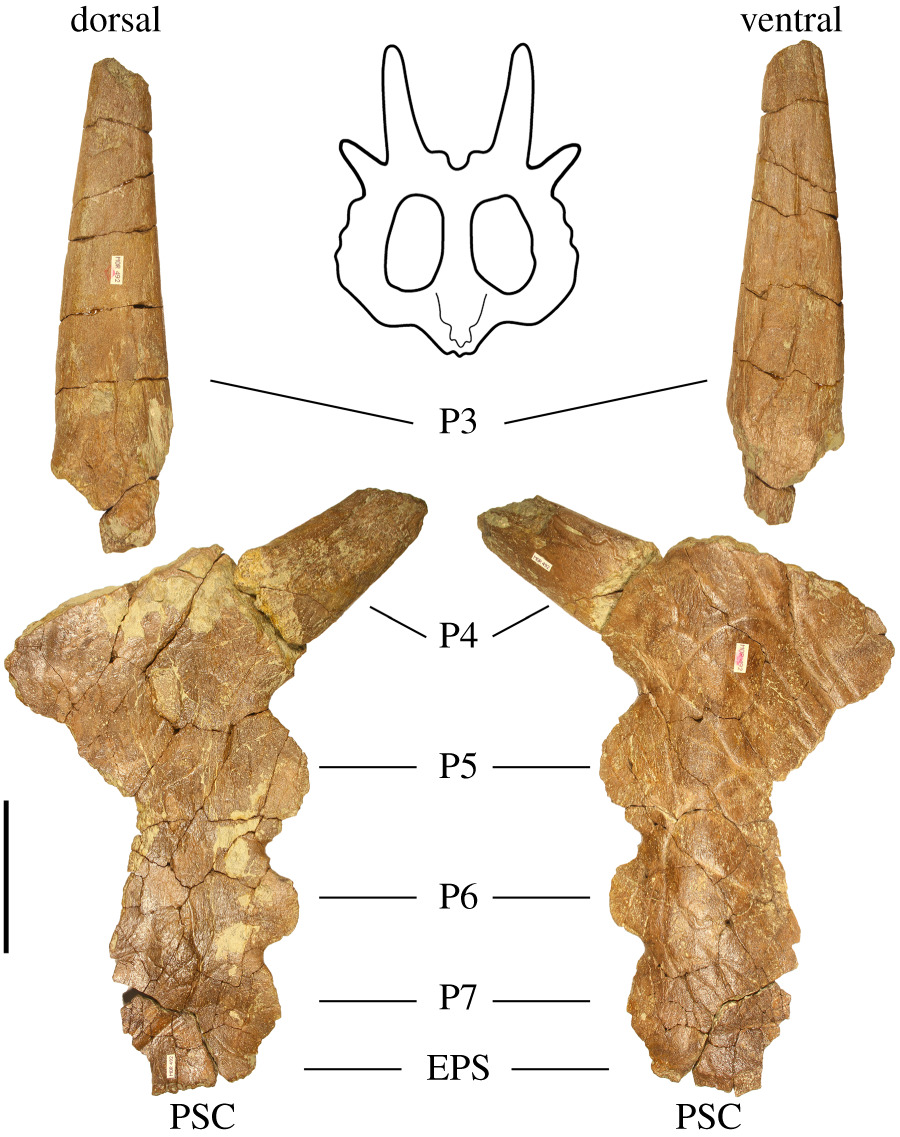
Barre pariétale de Stellasaurus.

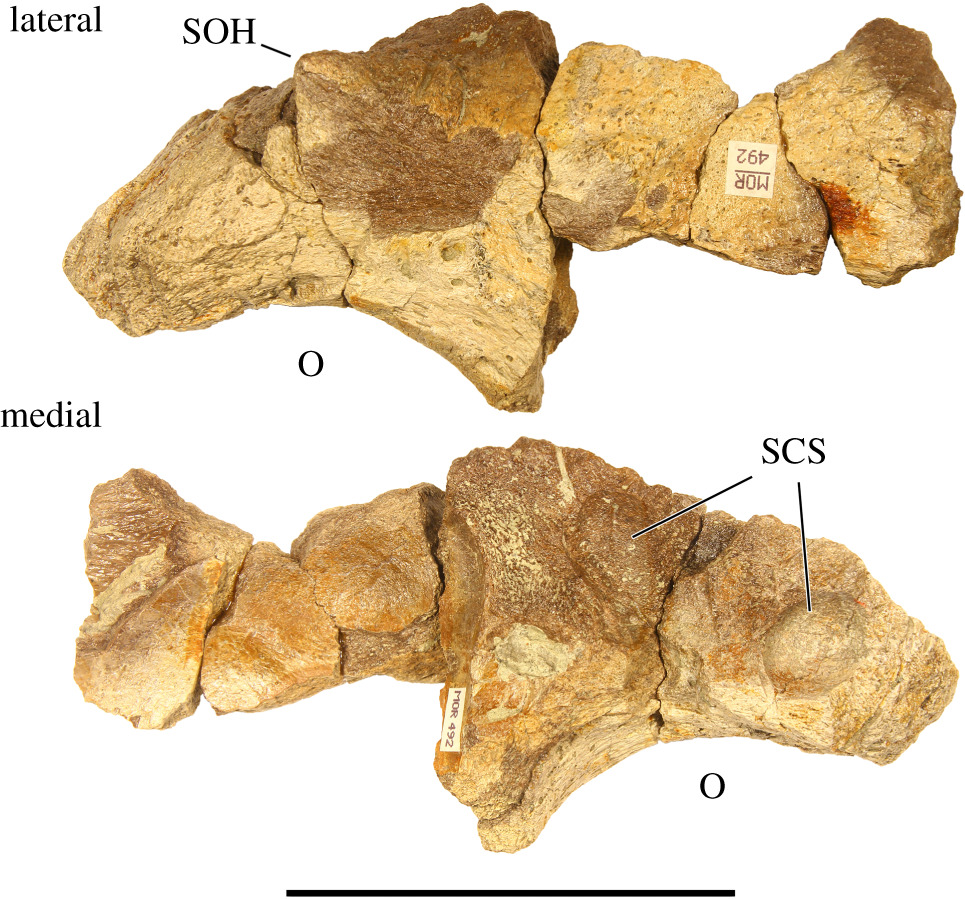
Ornementation sus-orbitaire gauche.

Comme les autres dinosaures cératopsidés, Stellasaurus a une ornementation crânienne complexe. Son anatomie, similaire à celles d'autres Eucentrosaures, est décrite comme intermédiaire entre celle de Styracosaurus albertensis et celle d'Einiosaurus, son ancêtre et son descendant présumés. Comme le premier, il possède une très longue corne nasale, plus grande que celle du Centrosaurus. Cette corne est dressée et recourbée (pointée vers l'intérieur, contrairement à la corne d'Einiosaurus) et comprimée latéralement. Son anatomie pariétale est très proche de celle d'Einiosaurus, avec des troisièmes épines pariétales longues et droites, des quatrièmes épines pariétales aussi droites mais de taille inférieure de moitié et des cinquièmes à septièmes plutôt trapues. Comme chez Einiosaurus et Achelousaurus, aucun épipariétal ou épisquamosal (ossifications à collerette séparées) n'a été trouvé.
Les fossiles ont été interprétés différemment par deux équipes de chercheurs, celle de Jack Horner et Andrew McDonald en 2010 et celle de Wilson et Ryan en 2020.

## Classification

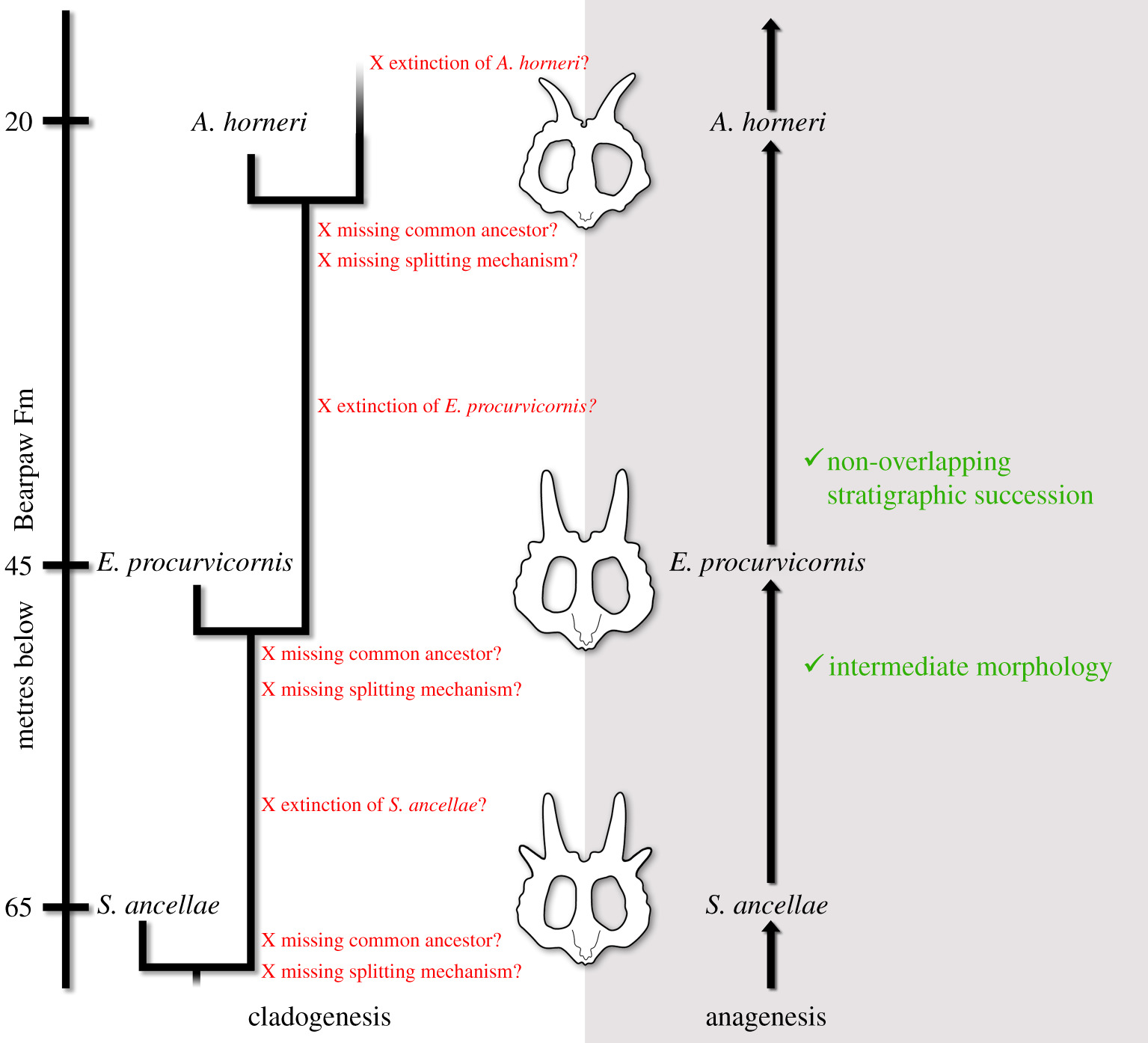
Comparaison des deux hypothèses majeures de mode évolutif pour les Centrosaurinae de la formation de Two Medicine.

Stellasaurus est classé dans la famille des Ceratopsidae, sous-famille des Centrosaurinae. Les paléontologues considèrent l'espèce comme intermédiaire entre Styracosaurus albertensis et Einiosaurus, et non étroitement liée à Rubeosaurus ovatus (tenu quant à lui comme une espèce de Styracosaurus).
Ci-dessous la position phylogénétique de Stellasaurus dans un cladogramme établi par Wilson en 2020.
|  | Medusaceratops lokii                                                                      |
|  |                                                                                           |
|  | \| \| Wendiceratops pinhornensis \| \| \| \| \| \| Sinoceratops zhuchengensis \| \| \| \| |
|  |                                                                                           |
|  | Wendiceratops pinhornensis                                                                |
|  |                                                                                           |
|  | Sinoceratops zhuchengensis                                                                |
|  |                                                                                           |

|  | Wendiceratops pinhornensis |
|  |                            |
|  | Sinoceratops zhuchengensis |
|  |                            |

|  | Medusaceratops lokii                                                                      |
|  |                                                                                           |
|  | \| \| Wendiceratops pinhornensis \| \| \| \| \| \| Sinoceratops zhuchengensis \| \| \| \| |
|  |                                                                                           |
|  | Wendiceratops pinhornensis                                                                |
|  |                                                                                           |
|  | Sinoceratops zhuchengensis                                                                |
|  |                                                                                           |

|  | Wendiceratops pinhornensis |
|  |                            |
|  | Sinoceratops zhuchengensis |
|  |                            |

|  | Machairoceratops cronusi |
|  |                          |
|  | Diabloceratops eatoni    |
|  |                          |

|  | Albertaceratops nesmoi                                                         |
|  |                                                                                |
|  | \| \| Nasutoceratops titusi \| \| \| \| \| \| Avaceratops lammersi \| \| \| \| |
|  |                                                                                |
|  | Nasutoceratops titusi                                                          |
|  |                                                                                |
|  | Avaceratops lammersi                                                           |
|  |                                                                                |

|  | Nasutoceratops titusi |
|  |                       |
|  | Avaceratops lammersi  |
|  |                       |

|  | Machairoceratops cronusi |
|  |                          |
|  | Diabloceratops eatoni    |
|  |                          |

|  | Albertaceratops nesmoi                                                         |
|  |                                                                                |
|  | \| \| Nasutoceratops titusi \| \| \| \| \| \| Avaceratops lammersi \| \| \| \| |
|  |                                                                                |
|  | Nasutoceratops titusi                                                          |
|  |                                                                                |
|  | Avaceratops lammersi                                                           |
|  |                                                                                |

|  | Nasutoceratops titusi |
|  |                       |
|  | Avaceratops lammersi  |
|  |                       |

|  | Medusaceratops lokii                                                                      |
|  |                                                                                           |
|  | \| \| Wendiceratops pinhornensis \| \| \| \| \| \| Sinoceratops zhuchengensis \| \| \| \| |
|  |                                                                                           |
|  | Wendiceratops pinhornensis                                                                |
|  |                                                                                           |
|  | Sinoceratops zhuchengensis                                                                |
|  |                                                                                           |

|  | Wendiceratops pinhornensis |
|  |                            |
|  | Sinoceratops zhuchengensis |
|  |                            |

|  | Medusaceratops lokii                                                                      |
|  |                                                                                           |
|  | \| \| Wendiceratops pinhornensis \| \| \| \| \| \| Sinoceratops zhuchengensis \| \| \| \| |
|  |                                                                                           |
|  | Wendiceratops pinhornensis                                                                |
|  |                                                                                           |
|  | Sinoceratops zhuchengensis                                                                |
|  |                                                                                           |

|  | Wendiceratops pinhornensis |
|  |                            |
|  | Sinoceratops zhuchengensis |
|  |                            |

|  | Machairoceratops cronusi |
|  |                          |
|  | Diabloceratops eatoni    |
|  |                          |

|  | Albertaceratops nesmoi                                                         |
|  |                                                                                |
|  | \| \| Nasutoceratops titusi \| \| \| \| \| \| Avaceratops lammersi \| \| \| \| |
|  |                                                                                |
|  | Nasutoceratops titusi                                                          |
|  |                                                                                |
|  | Avaceratops lammersi                                                           |
|  |                                                                                |

|  | Nasutoceratops titusi |
|  |                       |
|  | Avaceratops lammersi  |
|  |                       |

|  | Machairoceratops cronusi |
|  |                          |
|  | Diabloceratops eatoni    |
|  |                          |

|  | Albertaceratops nesmoi                                                         |
|  |                                                                                |
|  | \| \| Nasutoceratops titusi \| \| \| \| \| \| Avaceratops lammersi \| \| \| \| |
|  |                                                                                |
|  | Nasutoceratops titusi                                                          |
|  |                                                                                |
|  | Avaceratops lammersi                                                           |
|  |                                                                                |

|  | Nasutoceratops titusi |
|  |                       |
|  | Avaceratops lammersi  |
|  |                       |

|  | Spinops sternbergorum                                                           |
|  |                                                                                 |
|  | \| \| Centrosaurus apertus \| \| \| \| \| \| Coronosaurus brinkmani \| \| \| \| |
|  |                                                                                 |
|  | Centrosaurus apertus                                                            |
|  |                                                                                 |
|  | Coronosaurus brinkmani                                                          |
|  |                                                                                 |

|  | Centrosaurus apertus   |
|  |                        |
|  | Coronosaurus brinkmani |
|  |                        |

|  | Styracosaurus ovatus      |
|  |                           |
|  | Styracosaurus albertensis |
|  |                           |

|  | Pachyrhinosaurus lakustai                                                                  |
|  |                                                                                            |
|  | \| \| Pachyrhinosaurus perotorum \| \| \| \| \| \| Pachyrhinosaurus canadensis \| \| \| \| |
|  |                                                                                            |
|  | Pachyrhinosaurus perotorum                                                                 |
|  |                                                                                            |
|  | Pachyrhinosaurus canadensis                                                                |
|  |                                                                                            |

|  | Pachyrhinosaurus perotorum  |
|  |                             |
|  | Pachyrhinosaurus canadensis |
|  |                             |

|  | Pachyrhinosaurus lakustai                                                                  |
|  |                                                                                            |
|  | \| \| Pachyrhinosaurus perotorum \| \| \| \| \| \| Pachyrhinosaurus canadensis \| \| \| \| |
|  |                                                                                            |
|  | Pachyrhinosaurus perotorum                                                                 |
|  |                                                                                            |
|  | Pachyrhinosaurus canadensis                                                                |
|  |                                                                                            |

|  | Pachyrhinosaurus perotorum  |
|  |                             |
|  | Pachyrhinosaurus canadensis |
|  |                             |

|  | Pachyrhinosaurus lakustai                                                                  |
|  |                                                                                            |
|  | \| \| Pachyrhinosaurus perotorum \| \| \| \| \| \| Pachyrhinosaurus canadensis \| \| \| \| |
|  |                                                                                            |
|  | Pachyrhinosaurus perotorum                                                                 |
|  |                                                                                            |
|  | Pachyrhinosaurus canadensis                                                                |
|  |                                                                                            |

|  | Pachyrhinosaurus perotorum  |
|  |                             |
|  | Pachyrhinosaurus canadensis |
|  |                             |

|  | Pachyrhinosaurus lakustai                                                                  |
|  |                                                                                            |
|  | \| \| Pachyrhinosaurus perotorum \| \| \| \| \| \| Pachyrhinosaurus canadensis \| \| \| \| |
|  |                                                                                            |
|  | Pachyrhinosaurus perotorum                                                                 |
|  |                                                                                            |
|  | Pachyrhinosaurus canadensis                                                                |
|  |                                                                                            |

|  | Pachyrhinosaurus perotorum  |
|  |                             |
|  | Pachyrhinosaurus canadensis |
|  |                             |

|  | Pachyrhinosaurus lakustai                                                                  |
|  |                                                                                            |
|  | \| \| Pachyrhinosaurus perotorum \| \| \| \| \| \| Pachyrhinosaurus canadensis \| \| \| \| |
|  |                                                                                            |
|  | Pachyrhinosaurus perotorum                                                                 |
|  |                                                                                            |
|  | Pachyrhinosaurus canadensis                                                                |
|  |                                                                                            |

|  | Pachyrhinosaurus perotorum  |
|  |                             |
|  | Pachyrhinosaurus canadensis |
|  |                             |

|  | Pachyrhinosaurus lakustai                                                                  |
|  |                                                                                            |
|  | \| \| Pachyrhinosaurus perotorum \| \| \| \| \| \| Pachyrhinosaurus canadensis \| \| \| \| |
|  |                                                                                            |
|  | Pachyrhinosaurus perotorum                                                                 |
|  |                                                                                            |
|  | Pachyrhinosaurus canadensis                                                                |
|  |                                                                                            |

|  | Pachyrhinosaurus perotorum  |
|  |                             |
|  | Pachyrhinosaurus canadensis |
|  |                             |

|  | Pachyrhinosaurus lakustai                                                                  |
|  |                                                                                            |
|  | \| \| Pachyrhinosaurus perotorum \| \| \| \| \| \| Pachyrhinosaurus canadensis \| \| \| \| |
|  |                                                                                            |
|  | Pachyrhinosaurus perotorum                                                                 |
|  |                                                                                            |
|  | Pachyrhinosaurus canadensis                                                                |
|  |                                                                                            |

|  | Pachyrhinosaurus perotorum  |
|  |                             |
|  | Pachyrhinosaurus canadensis |
|  |                             |

|  | Pachyrhinosaurus lakustai                                                                  |
|  |                                                                                            |
|  | \| \| Pachyrhinosaurus perotorum \| \| \| \| \| \| Pachyrhinosaurus canadensis \| \| \| \| |
|  |                                                                                            |
|  | Pachyrhinosaurus perotorum                                                                 |
|  |                                                                                            |
|  | Pachyrhinosaurus canadensis                                                                |
|  |                                                                                            |

|  | Pachyrhinosaurus perotorum  |
|  |                             |
|  | Pachyrhinosaurus canadensis |
|  |                             |

|  | Styracosaurus ovatus      |
|  |                           |
|  | Styracosaurus albertensis |
|  |                           |

|  | Pachyrhinosaurus lakustai                                                                  |
|  |                                                                                            |
|  | \| \| Pachyrhinosaurus perotorum \| \| \| \| \| \| Pachyrhinosaurus canadensis \| \| \| \| |
|  |                                                                                            |
|  | Pachyrhinosaurus perotorum                                                                 |
|  |                                                                                            |
|  | Pachyrhinosaurus canadensis                                                                |
|  |                                                                                            |

|  | Pachyrhinosaurus perotorum  |
|  |                             |
|  | Pachyrhinosaurus canadensis |
|  |                             |

|  | Pachyrhinosaurus lakustai                                                                  |
|  |                                                                                            |
|  | \| \| Pachyrhinosaurus perotorum \| \| \| \| \| \| Pachyrhinosaurus canadensis \| \| \| \| |
|  |                                                                                            |
|  | Pachyrhinosaurus perotorum                                                                 |
|  |                                                                                            |
|  | Pachyrhinosaurus canadensis                                                                |
|  |                                                                                            |

|  | Pachyrhinosaurus perotorum  |
|  |                             |
|  | Pachyrhinosaurus canadensis |
|  |                             |

|  | Pachyrhinosaurus lakustai                                                                  |
|  |                                                                                            |
|  | \| \| Pachyrhinosaurus perotorum \| \| \| \| \| \| Pachyrhinosaurus canadensis \| \| \| \| |
|  |                                                                                            |
|  | Pachyrhinosaurus perotorum                                                                 |
|  |                                                                                            |
|  | Pachyrhinosaurus canadensis                                                                |
|  |                                                                                            |

|  | Pachyrhinosaurus perotorum  |
|  |                             |
|  | Pachyrhinosaurus canadensis |
|  |                             |

|  | Pachyrhinosaurus lakustai                                                                  |
|  |                                                                                            |
|  | \| \| Pachyrhinosaurus perotorum \| \| \| \| \| \| Pachyrhinosaurus canadensis \| \| \| \| |
|  |                                                                                            |
|  | Pachyrhinosaurus perotorum                                                                 |
|  |                                                                                            |
|  | Pachyrhinosaurus canadensis                                                                |
|  |                                                                                            |

|  | Pachyrhinosaurus perotorum  |
|  |                             |
|  | Pachyrhinosaurus canadensis |
|  |                             |

|  | Pachyrhinosaurus lakustai                                                                  |
|  |                                                                                            |
|  | \| \| Pachyrhinosaurus perotorum \| \| \| \| \| \| Pachyrhinosaurus canadensis \| \| \| \| |
|  |                                                                                            |
|  | Pachyrhinosaurus perotorum                                                                 |
|  |                                                                                            |
|  | Pachyrhinosaurus canadensis                                                                |
|  |                                                                                            |

|  | Pachyrhinosaurus perotorum  |
|  |                             |
|  | Pachyrhinosaurus canadensis |
|  |                             |

|  | Pachyrhinosaurus lakustai                                                                  |
|  |                                                                                            |
|  | \| \| Pachyrhinosaurus perotorum \| \| \| \| \| \| Pachyrhinosaurus canadensis \| \| \| \| |
|  |                                                                                            |
|  | Pachyrhinosaurus perotorum                                                                 |
|  |                                                                                            |
|  | Pachyrhinosaurus canadensis                                                                |
|  |                                                                                            |

|  | Pachyrhinosaurus perotorum  |
|  |                             |
|  | Pachyrhinosaurus canadensis |
|  |                             |

|  | Pachyrhinosaurus lakustai                                                                  |
|  |                                                                                            |
|  | \| \| Pachyrhinosaurus perotorum \| \| \| \| \| \| Pachyrhinosaurus canadensis \| \| \| \| |
|  |                                                                                            |
|  | Pachyrhinosaurus perotorum                                                                 |
|  |                                                                                            |
|  | Pachyrhinosaurus canadensis                                                                |
|  |                                                                                            |

|  | Pachyrhinosaurus perotorum  |
|  |                             |
|  | Pachyrhinosaurus canadensis |
|  |                             |

|  | Pachyrhinosaurus lakustai                                                                  |
|  |                                                                                            |
|  | \| \| Pachyrhinosaurus perotorum \| \| \| \| \| \| Pachyrhinosaurus canadensis \| \| \| \| |
|  |                                                                                            |
|  | Pachyrhinosaurus perotorum                                                                 |
|  |                                                                                            |
|  | Pachyrhinosaurus canadensis                                                                |
|  |                                                                                            |

|  | Pachyrhinosaurus perotorum  |
|  |                             |
|  | Pachyrhinosaurus canadensis |
|  |                             |

|  | Spinops sternbergorum                                                           |
|  |                                                                                 |
|  | \| \| Centrosaurus apertus \| \| \| \| \| \| Coronosaurus brinkmani \| \| \| \| |
|  |                                                                                 |
|  | Centrosaurus apertus                                                            |
|  |                                                                                 |
|  | Coronosaurus brinkmani                                                          |
|  |                                                                                 |

|  | Centrosaurus apertus   |
|  |                        |
|  | Coronosaurus brinkmani |
|  |                        |

|  | Styracosaurus ovatus      |
|  |                           |
|  | Styracosaurus albertensis |
|  |                           |

|  | Pachyrhinosaurus lakustai                                                                  |
|  |                                                                                            |
|  | \| \| Pachyrhinosaurus perotorum \| \| \| \| \| \| Pachyrhinosaurus canadensis \| \| \| \| |
|  |                                                                                            |
|  | Pachyrhinosaurus perotorum                                                                 |
|  |                                                                                            |
|  | Pachyrhinosaurus canadensis                                                                |
|  |                                                                                            |

|  | Pachyrhinosaurus perotorum  |
|  |                             |
|  | Pachyrhinosaurus canadensis |
|  |                             |

|  | Pachyrhinosaurus lakustai                                                                  |
|  |                                                                                            |
|  | \| \| Pachyrhinosaurus perotorum \| \| \| \| \| \| Pachyrhinosaurus canadensis \| \| \| \| |
|  |                                                                                            |
|  | Pachyrhinosaurus perotorum                                                                 |
|  |                                                                                            |
|  | Pachyrhinosaurus canadensis                                                                |
|  |                                                                                            |

|  | Pachyrhinosaurus perotorum  |
|  |                             |
|  | Pachyrhinosaurus canadensis |
|  |                             |

|  | Pachyrhinosaurus lakustai                                                                  |
|  |                                                                                            |
|  | \| \| Pachyrhinosaurus perotorum \| \| \| \| \| \| Pachyrhinosaurus canadensis \| \| \| \| |
|  |                                                                                            |
|  | Pachyrhinosaurus perotorum                                                                 |
|  |                                                                                            |
|  | Pachyrhinosaurus canadensis                                                                |
|  |                                                                                            |

|  | Pachyrhinosaurus perotorum  |
|  |                             |
|  | Pachyrhinosaurus canadensis |
|  |                             |

|  | Pachyrhinosaurus lakustai                                                                  |
|  |                                                                                            |
|  | \| \| Pachyrhinosaurus perotorum \| \| \| \| \| \| Pachyrhinosaurus canadensis \| \| \| \| |
|  |                                                                                            |
|  | Pachyrhinosaurus perotorum                                                                 |
|  |                                                                                            |
|  | Pachyrhinosaurus canadensis                                                                |
|  |                                                                                            |

|  | Pachyrhinosaurus perotorum  |
|  |                             |
|  | Pachyrhinosaurus canadensis |
|  |                             |

|  | Pachyrhinosaurus lakustai                                                                  |
|  |                                                                                            |
|  | \| \| Pachyrhinosaurus perotorum \| \| \| \| \| \| Pachyrhinosaurus canadensis \| \| \| \| |
|  |                                                                                            |
|  | Pachyrhinosaurus perotorum                                                                 |
|  |                                                                                            |
|  | Pachyrhinosaurus canadensis                                                                |
|  |                                                                                            |

|  | Pachyrhinosaurus perotorum  |
|  |                             |
|  | Pachyrhinosaurus canadensis |
|  |                             |

|  | Pachyrhinosaurus lakustai                                                                  |
|  |                                                                                            |
|  | \| \| Pachyrhinosaurus perotorum \| \| \| \| \| \| Pachyrhinosaurus canadensis \| \| \| \| |
|  |                                                                                            |
|  | Pachyrhinosaurus perotorum                                                                 |
|  |                                                                                            |
|  | Pachyrhinosaurus canadensis                                                                |
|  |                                                                                            |

|  | Pachyrhinosaurus perotorum  |
|  |                             |
|  | Pachyrhinosaurus canadensis |
|  |                             |

|  | Pachyrhinosaurus lakustai                                                                  |
|  |                                                                                            |
|  | \| \| Pachyrhinosaurus perotorum \| \| \| \| \| \| Pachyrhinosaurus canadensis \| \| \| \| |
|  |                                                                                            |
|  | Pachyrhinosaurus perotorum                                                                 |
|  |                                                                                            |
|  | Pachyrhinosaurus canadensis                                                                |
|  |                                                                                            |

|  | Pachyrhinosaurus perotorum  |
|  |                             |
|  | Pachyrhinosaurus canadensis |
|  |                             |

|  | Pachyrhinosaurus lakustai                                                                  |
|  |                                                                                            |
|  | \| \| Pachyrhinosaurus perotorum \| \| \| \| \| \| Pachyrhinosaurus canadensis \| \| \| \| |
|  |                                                                                            |
|  | Pachyrhinosaurus perotorum                                                                 |
|  |                                                                                            |
|  | Pachyrhinosaurus canadensis                                                                |
|  |                                                                                            |

|  | Pachyrhinosaurus perotorum  |
|  |                             |
|  | Pachyrhinosaurus canadensis |
|  |                             |

|  | Styracosaurus ovatus      |
|  |                           |
|  | Styracosaurus albertensis |
|  |                           |

|  | Pachyrhinosaurus lakustai                                                                  |
|  |                                                                                            |
|  | \| \| Pachyrhinosaurus perotorum \| \| \| \| \| \| Pachyrhinosaurus canadensis \| \| \| \| |
|  |                                                                                            |
|  | Pachyrhinosaurus perotorum                                                                 |
|  |                                                                                            |
|  | Pachyrhinosaurus canadensis                                                                |
|  |                                                                                            |

|  | Pachyrhinosaurus perotorum  |
|  |                             |
|  | Pachyrhinosaurus canadensis |
|  |                             |

|  | Pachyrhinosaurus lakustai                                                                  |
|  |                                                                                            |
|  | \| \| Pachyrhinosaurus perotorum \| \| \| \| \| \| Pachyrhinosaurus canadensis \| \| \| \| |
|  |                                                                                            |
|  | Pachyrhinosaurus perotorum                                                                 |
|  |                                                                                            |
|  | Pachyrhinosaurus canadensis                                                                |
|  |                                                                                            |

|  | Pachyrhinosaurus perotorum  |
|  |                             |
|  | Pachyrhinosaurus canadensis |
|  |                             |

|  | Pachyrhinosaurus lakustai                                                                  |
|  |                                                                                            |
|  | \| \| Pachyrhinosaurus perotorum \| \| \| \| \| \| Pachyrhinosaurus canadensis \| \| \| \| |
|  |                                                                                            |
|  | Pachyrhinosaurus perotorum                                                                 |
|  |                                                                                            |
|  | Pachyrhinosaurus canadensis                                                                |
|  |                                                                                            |

|  | Pachyrhinosaurus perotorum  |
|  |                             |
|  | Pachyrhinosaurus canadensis |
|  |                             |

|  | Pachyrhinosaurus lakustai                                                                  |
|  |                                                                                            |
|  | \| \| Pachyrhinosaurus perotorum \| \| \| \| \| \| Pachyrhinosaurus canadensis \| \| \| \| |
|  |                                                                                            |
|  | Pachyrhinosaurus perotorum                                                                 |
|  |                                                                                            |
|  | Pachyrhinosaurus canadensis                                                                |
|  |                                                                                            |

|  | Pachyrhinosaurus perotorum  |
|  |                             |
|  | Pachyrhinosaurus canadensis |
|  |                             |

|  | Pachyrhinosaurus lakustai                                                                  |
|  |                                                                                            |
|  | \| \| Pachyrhinosaurus perotorum \| \| \| \| \| \| Pachyrhinosaurus canadensis \| \| \| \| |
|  |                                                                                            |
|  | Pachyrhinosaurus perotorum                                                                 |
|  |                                                                                            |
|  | Pachyrhinosaurus canadensis                                                                |
|  |                                                                                            |

|  | Pachyrhinosaurus perotorum  |
|  |                             |
|  | Pachyrhinosaurus canadensis |
|  |                             |

|  | Pachyrhinosaurus lakustai                                                                  |
|  |                                                                                            |
|  | \| \| Pachyrhinosaurus perotorum \| \| \| \| \| \| Pachyrhinosaurus canadensis \| \| \| \| |
|  |                                                                                            |
|  | Pachyrhinosaurus perotorum                                                                 |
|  |                                                                                            |
|  | Pachyrhinosaurus canadensis                                                                |
|  |                                                                                            |

|  | Pachyrhinosaurus perotorum  |
|  |                             |
|  | Pachyrhinosaurus canadensis |
|  |                             |

|  | Pachyrhinosaurus lakustai                                                                  |
|  |                                                                                            |
|  | \| \| Pachyrhinosaurus perotorum \| \| \| \| \| \| Pachyrhinosaurus canadensis \| \| \| \| |
|  |                                                                                            |
|  | Pachyrhinosaurus perotorum                                                                 |
|  |                                                                                            |
|  | Pachyrhinosaurus canadensis                                                                |
|  |                                                                                            |

|  | Pachyrhinosaurus perotorum  |
|  |                             |
|  | Pachyrhinosaurus canadensis |
|  |                             |

|  | Pachyrhinosaurus lakustai                                                                  |
|  |                                                                                            |
|  | \| \| Pachyrhinosaurus perotorum \| \| \| \| \| \| Pachyrhinosaurus canadensis \| \| \| \| |
|  |                                                                                            |
|  | Pachyrhinosaurus perotorum                                                                 |
|  |                                                                                            |
|  | Pachyrhinosaurus canadensis                                                                |
|  |                                                                                            |

|  | Pachyrhinosaurus perotorum  |
|  |                             |
|  | Pachyrhinosaurus canadensis |
|  |                             |

|  | Medusaceratops lokii                                                                      |
|  |                                                                                           |
|  | \| \| Wendiceratops pinhornensis \| \| \| \| \| \| Sinoceratops zhuchengensis \| \| \| \| |
|  |                                                                                           |
|  | Wendiceratops pinhornensis                                                                |
|  |                                                                                           |
|  | Sinoceratops zhuchengensis                                                                |
|  |                                                                                           |

|  | Wendiceratops pinhornensis |
|  |                            |
|  | Sinoceratops zhuchengensis |
|  |                            |

|  | Medusaceratops lokii                                                                      |
|  |                                                                                           |
|  | \| \| Wendiceratops pinhornensis \| \| \| \| \| \| Sinoceratops zhuchengensis \| \| \| \| |
|  |                                                                                           |
|  | Wendiceratops pinhornensis                                                                |
|  |                                                                                           |
|  | Sinoceratops zhuchengensis                                                                |
|  |                                                                                           |

|  | Wendiceratops pinhornensis |
|  |                            |
|  | Sinoceratops zhuchengensis |
|  |                            |

|  | Machairoceratops cronusi |
|  |                          |
|  | Diabloceratops eatoni    |
|  |                          |

|  | Albertaceratops nesmoi                                                         |
|  |                                                                                |
|  | \| \| Nasutoceratops titusi \| \| \| \| \| \| Avaceratops lammersi \| \| \| \| |
|  |                                                                                |
|  | Nasutoceratops titusi                                                          |
|  |                                                                                |
|  | Avaceratops lammersi                                                           |
|  |                                                                                |

|  | Nasutoceratops titusi |
|  |                       |
|  | Avaceratops lammersi  |
|  |                       |

|  | Machairoceratops cronusi |
|  |                          |
|  | Diabloceratops eatoni    |
|  |                          |

|  | Albertaceratops nesmoi                                                         |
|  |                                                                                |
|  | \| \| Nasutoceratops titusi \| \| \| \| \| \| Avaceratops lammersi \| \| \| \| |
|  |                                                                                |
|  | Nasutoceratops titusi                                                          |
|  |                                                                                |
|  | Avaceratops lammersi                                                           |
|  |                                                                                |

|  | Nasutoceratops titusi |
|  |                       |
|  | Avaceratops lammersi  |
|  |                       |

|  | Medusaceratops lokii                                                                      |
|  |                                                                                           |
|  | \| \| Wendiceratops pinhornensis \| \| \| \| \| \| Sinoceratops zhuchengensis \| \| \| \| |
|  |                                                                                           |
|  | Wendiceratops pinhornensis                                                                |
|  |                                                                                           |
|  | Sinoceratops zhuchengensis                                                                |
|  |                                                                                           |

|  | Wendiceratops pinhornensis |
|  |                            |
|  | Sinoceratops zhuchengensis |
|  |                            |

|  | Medusaceratops lokii                                                                      |
|  |                                                                                           |
|  | \| \| Wendiceratops pinhornensis \| \| \| \| \| \| Sinoceratops zhuchengensis \| \| \| \| |
|  |                                                                                           |
|  | Wendiceratops pinhornensis                                                                |
|  |                                                                                           |
|  | Sinoceratops zhuchengensis                                                                |
|  |                                                                                           |

|  | Wendiceratops pinhornensis |
|  |                            |
|  | Sinoceratops zhuchengensis |
|  |                            |

|  | Machairoceratops cronusi |
|  |                          |
|  | Diabloceratops eatoni    |
|  |                          |

|  | Albertaceratops nesmoi                                                         |
|  |                                                                                |
|  | \| \| Nasutoceratops titusi \| \| \| \| \| \| Avaceratops lammersi \| \| \| \| |
|  |                                                                                |
|  | Nasutoceratops titusi                                                          |
|  |                                                                                |
|  | Avaceratops lammersi                                                           |
|  |                                                                                |

|  | Nasutoceratops titusi |
|  |                       |
|  | Avaceratops lammersi  |
|  |                       |

|  | Machairoceratops cronusi |
|  |                          |
|  | Diabloceratops eatoni    |
|  |                          |

|  | Albertaceratops nesmoi                                                         |
|  |                                                                                |
|  | \| \| Nasutoceratops titusi \| \| \| \| \| \| Avaceratops lammersi \| \| \| \| |
|  |                                                                                |
|  | Nasutoceratops titusi                                                          |
|  |                                                                                |
|  | Avaceratops lammersi                                                           |
|  |                                                                                |

|  | Nasutoceratops titusi |
|  |                       |
|  | Avaceratops lammersi  |
|  |                       |

|  | Spinops sternbergorum                                                           |
|  |                                                                                 |
|  | \| \| Centrosaurus apertus \| \| \| \| \| \| Coronosaurus brinkmani \| \| \| \| |
|  |                                                                                 |
|  | Centrosaurus apertus                                                            |
|  |                                                                                 |
|  | Coronosaurus brinkmani                                                          |
|  |                                                                                 |

|  | Centrosaurus apertus   |
|  |                        |
|  | Coronosaurus brinkmani |
|  |                        |

|  | Styracosaurus ovatus      |
|  |                           |
|  | Styracosaurus albertensis |
|  |                           |

|  | Pachyrhinosaurus lakustai                                                                  |
|  |                                                                                            |
|  | \| \| Pachyrhinosaurus perotorum \| \| \| \| \| \| Pachyrhinosaurus canadensis \| \| \| \| |
|  |                                                                                            |
|  | Pachyrhinosaurus perotorum                                                                 |
|  |                                                                                            |
|  | Pachyrhinosaurus canadensis                                                                |
|  |                                                                                            |

|  | Pachyrhinosaurus perotorum  |
|  |                             |
|  | Pachyrhinosaurus canadensis |
|  |                             |

|  | Pachyrhinosaurus lakustai                                                                  |
|  |                                                                                            |
|  | \| \| Pachyrhinosaurus perotorum \| \| \| \| \| \| Pachyrhinosaurus canadensis \| \| \| \| |
|  |                                                                                            |
|  | Pachyrhinosaurus perotorum                                                                 |
|  |                                                                                            |
|  | Pachyrhinosaurus canadensis                                                                |
|  |                                                                                            |

|  | Pachyrhinosaurus perotorum  |
|  |                             |
|  | Pachyrhinosaurus canadensis |
|  |                             |

|  | Pachyrhinosaurus lakustai                                                                  |
|  |                                                                                            |
|  | \| \| Pachyrhinosaurus perotorum \| \| \| \| \| \| Pachyrhinosaurus canadensis \| \| \| \| |
|  |                                                                                            |
|  | Pachyrhinosaurus perotorum                                                                 |
|  |                                                                                            |
|  | Pachyrhinosaurus canadensis                                                                |
|  |                                                                                            |

|  | Pachyrhinosaurus perotorum  |
|  |                             |
|  | Pachyrhinosaurus canadensis |
|  |                             |

|  | Pachyrhinosaurus lakustai                                                                  |
|  |                                                                                            |
|  | \| \| Pachyrhinosaurus perotorum \| \| \| \| \| \| Pachyrhinosaurus canadensis \| \| \| \| |
|  |                                                                                            |
|  | Pachyrhinosaurus perotorum                                                                 |
|  |                                                                                            |
|  | Pachyrhinosaurus canadensis                                                                |
|  |                                                                                            |

|  | Pachyrhinosaurus perotorum  |
|  |                             |
|  | Pachyrhinosaurus canadensis |
|  |                             |

|  | Pachyrhinosaurus lakustai                                                                  |
|  |                                                                                            |
|  | \| \| Pachyrhinosaurus perotorum \| \| \| \| \| \| Pachyrhinosaurus canadensis \| \| \| \| |
|  |                                                                                            |
|  | Pachyrhinosaurus perotorum                                                                 |
|  |                                                                                            |
|  | Pachyrhinosaurus canadensis                                                                |
|  |                                                                                            |

|  | Pachyrhinosaurus perotorum  |
|  |                             |
|  | Pachyrhinosaurus canadensis |
|  |                             |

|  | Pachyrhinosaurus lakustai                                                                  |
|  |                                                                                            |
|  | \| \| Pachyrhinosaurus perotorum \| \| \| \| \| \| Pachyrhinosaurus canadensis \| \| \| \| |
|  |                                                                                            |
|  | Pachyrhinosaurus perotorum                                                                 |
|  |                                                                                            |
|  | Pachyrhinosaurus canadensis                                                                |
|  |                                                                                            |

|  | Pachyrhinosaurus perotorum  |
|  |                             |
|  | Pachyrhinosaurus canadensis |
|  |                             |

|  | Pachyrhinosaurus lakustai                                                                  |
|  |                                                                                            |
|  | \| \| Pachyrhinosaurus perotorum \| \| \| \| \| \| Pachyrhinosaurus canadensis \| \| \| \| |
|  |                                                                                            |
|  | Pachyrhinosaurus perotorum                                                                 |
|  |                                                                                            |
|  | Pachyrhinosaurus canadensis                                                                |
|  |                                                                                            |

|  | Pachyrhinosaurus perotorum  |
|  |                             |
|  | Pachyrhinosaurus canadensis |
|  |                             |

|  | Pachyrhinosaurus lakustai                                                                  |
|  |                                                                                            |
|  | \| \| Pachyrhinosaurus perotorum \| \| \| \| \| \| Pachyrhinosaurus canadensis \| \| \| \| |
|  |                                                                                            |
|  | Pachyrhinosaurus perotorum                                                                 |
|  |                                                                                            |
|  | Pachyrhinosaurus canadensis                                                                |
|  |                                                                                            |

|  | Pachyrhinosaurus perotorum  |
|  |                             |
|  | Pachyrhinosaurus canadensis |
|  |                             |

|  | Styracosaurus ovatus      |
|  |                           |
|  | Styracosaurus albertensis |
|  |                           |

|  | Pachyrhinosaurus lakustai                                                                  |
|  |                                                                                            |
|  | \| \| Pachyrhinosaurus perotorum \| \| \| \| \| \| Pachyrhinosaurus canadensis \| \| \| \| |
|  |                                                                                            |
|  | Pachyrhinosaurus perotorum                                                                 |
|  |                                                                                            |
|  | Pachyrhinosaurus canadensis                                                                |
|  |                                                                                            |

|  | Pachyrhinosaurus perotorum  |
|  |                             |
|  | Pachyrhinosaurus canadensis |
|  |                             |

|  | Pachyrhinosaurus lakustai                                                                  |
|  |                                                                                            |
|  | \| \| Pachyrhinosaurus perotorum \| \| \| \| \| \| Pachyrhinosaurus canadensis \| \| \| \| |
|  |                                                                                            |
|  | Pachyrhinosaurus perotorum                                                                 |
|  |                                                                                            |
|  | Pachyrhinosaurus canadensis                                                                |
|  |                                                                                            |

|  | Pachyrhinosaurus perotorum  |
|  |                             |
|  | Pachyrhinosaurus canadensis |
|  |                             |

|  | Pachyrhinosaurus lakustai                                                                  |
|  |                                                                                            |
|  | \| \| Pachyrhinosaurus perotorum \| \| \| \| \| \| Pachyrhinosaurus canadensis \| \| \| \| |
|  |                                                                                            |
|  | Pachyrhinosaurus perotorum                                                                 |
|  |                                                                                            |
|  | Pachyrhinosaurus canadensis                                                                |
|  |                                                                                            |

|  | Pachyrhinosaurus perotorum  |
|  |                             |
|  | Pachyrhinosaurus canadensis |
|  |                             |

|  | Pachyrhinosaurus lakustai                                                                  |
|  |                                                                                            |
|  | \| \| Pachyrhinosaurus perotorum \| \| \| \| \| \| Pachyrhinosaurus canadensis \| \| \| \| |
|  |                                                                                            |
|  | Pachyrhinosaurus perotorum                                                                 |
|  |                                                                                            |
|  | Pachyrhinosaurus canadensis                                                                |
|  |                                                                                            |

|  | Pachyrhinosaurus perotorum  |
|  |                             |
|  | Pachyrhinosaurus canadensis |
|  |                             |

|  | Pachyrhinosaurus lakustai                                                                  |
|  |                                                                                            |
|  | \| \| Pachyrhinosaurus perotorum \| \| \| \| \| \| Pachyrhinosaurus canadensis \| \| \| \| |
|  |                                                                                            |
|  | Pachyrhinosaurus perotorum                                                                 |
|  |                                                                                            |
|  | Pachyrhinosaurus canadensis                                                                |
|  |                                                                                            |

|  | Pachyrhinosaurus perotorum  |
|  |                             |
|  | Pachyrhinosaurus canadensis |
|  |                             |

|  | Pachyrhinosaurus lakustai                                                                  |
|  |                                                                                            |
|  | \| \| Pachyrhinosaurus perotorum \| \| \| \| \| \| Pachyrhinosaurus canadensis \| \| \| \| |
|  |                                                                                            |
|  | Pachyrhinosaurus perotorum                                                                 |
|  |                                                                                            |
|  | Pachyrhinosaurus canadensis                                                                |
|  |                                                                                            |

|  | Pachyrhinosaurus perotorum  |
|  |                             |
|  | Pachyrhinosaurus canadensis |
|  |                             |

|  | Pachyrhinosaurus lakustai                                                                  |
|  |                                                                                            |
|  | \| \| Pachyrhinosaurus perotorum \| \| \| \| \| \| Pachyrhinosaurus canadensis \| \| \| \| |
|  |                                                                                            |
|  | Pachyrhinosaurus perotorum                                                                 |
|  |                                                                                            |
|  | Pachyrhinosaurus canadensis                                                                |
|  |                                                                                            |

|  | Pachyrhinosaurus perotorum  |
|  |                             |
|  | Pachyrhinosaurus canadensis |
|  |                             |

|  | Pachyrhinosaurus lakustai                                                                  |
|  |                                                                                            |
|  | \| \| Pachyrhinosaurus perotorum \| \| \| \| \| \| Pachyrhinosaurus canadensis \| \| \| \| |
|  |                                                                                            |
|  | Pachyrhinosaurus perotorum                                                                 |
|  |                                                                                            |
|  | Pachyrhinosaurus canadensis                                                                |
|  |                                                                                            |

|  | Pachyrhinosaurus perotorum  |
|  |                             |
|  | Pachyrhinosaurus canadensis |
|  |                             |

|  | Spinops sternbergorum                                                           |
|  |                                                                                 |
|  | \| \| Centrosaurus apertus \| \| \| \| \| \| Coronosaurus brinkmani \| \| \| \| |
|  |                                                                                 |
|  | Centrosaurus apertus                                                            |
|  |                                                                                 |
|  | Coronosaurus brinkmani                                                          |
|  |                                                                                 |

|  | Centrosaurus apertus   |
|  |                        |
|  | Coronosaurus brinkmani |
|  |                        |

|  | Styracosaurus ovatus      |
|  |                           |
|  | Styracosaurus albertensis |
|  |                           |

|  | Pachyrhinosaurus lakustai                                                                  |
|  |                                                                                            |
|  | \| \| Pachyrhinosaurus perotorum \| \| \| \| \| \| Pachyrhinosaurus canadensis \| \| \| \| |
|  |                                                                                            |
|  | Pachyrhinosaurus perotorum                                                                 |
|  |                                                                                            |
|  | Pachyrhinosaurus canadensis                                                                |
|  |                                                                                            |

|  | Pachyrhinosaurus perotorum  |
|  |                             |
|  | Pachyrhinosaurus canadensis |
|  |                             |

|  | Pachyrhinosaurus lakustai                                                                  |
|  |                                                                                            |
|  | \| \| Pachyrhinosaurus perotorum \| \| \| \| \| \| Pachyrhinosaurus canadensis \| \| \| \| |
|  |                                                                                            |
|  | Pachyrhinosaurus perotorum                                                                 |
|  |                                                                                            |
|  | Pachyrhinosaurus canadensis                                                                |
|  |                                                                                            |

|  | Pachyrhinosaurus perotorum  |
|  |                             |
|  | Pachyrhinosaurus canadensis |
|  |                             |

|  | Pachyrhinosaurus lakustai                                                                  |
|  |                                                                                            |
|  | \| \| Pachyrhinosaurus perotorum \| \| \| \| \| \| Pachyrhinosaurus canadensis \| \| \| \| |
|  |                                                                                            |
|  | Pachyrhinosaurus perotorum                                                                 |
|  |                                                                                            |
|  | Pachyrhinosaurus canadensis                                                                |
|  |                                                                                            |

|  | Pachyrhinosaurus perotorum  |
|  |                             |
|  | Pachyrhinosaurus canadensis |
|  |                             |

|  | Pachyrhinosaurus lakustai                                                                  |
|  |                                                                                            |
|  | \| \| Pachyrhinosaurus perotorum \| \| \| \| \| \| Pachyrhinosaurus canadensis \| \| \| \| |
|  |                                                                                            |
|  | Pachyrhinosaurus perotorum                                                                 |
|  |                                                                                            |
|  | Pachyrhinosaurus canadensis                                                                |
|  |                                                                                            |

|  | Pachyrhinosaurus perotorum  |
|  |                             |
|  | Pachyrhinosaurus canadensis |
|  |                             |

|  | Pachyrhinosaurus lakustai                                                                  |
|  |                                                                                            |
|  | \| \| Pachyrhinosaurus perotorum \| \| \| \| \| \| Pachyrhinosaurus canadensis \| \| \| \| |
|  |                                                                                            |
|  | Pachyrhinosaurus perotorum                                                                 |
|  |                                                                                            |
|  | Pachyrhinosaurus canadensis                                                                |
|  |                                                                                            |

|  | Pachyrhinosaurus perotorum  |
|  |                             |
|  | Pachyrhinosaurus canadensis |
|  |                             |

|  | Pachyrhinosaurus lakustai                                                                  |
|  |                                                                                            |
|  | \| \| Pachyrhinosaurus perotorum \| \| \| \| \| \| Pachyrhinosaurus canadensis \| \| \| \| |
|  |                                                                                            |
|  | Pachyrhinosaurus perotorum                                                                 |
|  |                                                                                            |
|  | Pachyrhinosaurus canadensis                                                                |
|  |                                                                                            |

|  | Pachyrhinosaurus perotorum  |
|  |                             |
|  | Pachyrhinosaurus canadensis |
|  |                             |

|  | Pachyrhinosaurus lakustai                                                                  |
|  |                                                                                            |
|  | \| \| Pachyrhinosaurus perotorum \| \| \| \| \| \| Pachyrhinosaurus canadensis \| \| \| \| |
|  |                                                                                            |
|  | Pachyrhinosaurus perotorum                                                                 |
|  |                                                                                            |
|  | Pachyrhinosaurus canadensis                                                                |
|  |                                                                                            |

|  | Pachyrhinosaurus perotorum  |
|  |                             |
|  | Pachyrhinosaurus canadensis |
|  |                             |

|  | Pachyrhinosaurus lakustai                                                                  |
|  |                                                                                            |
|  | \| \| Pachyrhinosaurus perotorum \| \| \| \| \| \| Pachyrhinosaurus canadensis \| \| \| \| |
|  |                                                                                            |
|  | Pachyrhinosaurus perotorum                                                                 |
|  |                                                                                            |
|  | Pachyrhinosaurus canadensis                                                                |
|  |                                                                                            |

|  | Pachyrhinosaurus perotorum  |
|  |                             |
|  | Pachyrhinosaurus canadensis |
|  |                             |

|  | Styracosaurus ovatus      |
|  |                           |
|  | Styracosaurus albertensis |
|  |                           |

|  | Pachyrhinosaurus lakustai                                                                  |
|  |                                                                                            |
|  | \| \| Pachyrhinosaurus perotorum \| \| \| \| \| \| Pachyrhinosaurus canadensis \| \| \| \| |
|  |                                                                                            |
|  | Pachyrhinosaurus perotorum                                                                 |
|  |                                                                                            |
|  | Pachyrhinosaurus canadensis                                                                |
|  |                                                                                            |

|  | Pachyrhinosaurus perotorum  |
|  |                             |
|  | Pachyrhinosaurus canadensis |
|  |                             |

|  | Pachyrhinosaurus lakustai                                                                  |
|  |                                                                                            |
|  | \| \| Pachyrhinosaurus perotorum \| \| \| \| \| \| Pachyrhinosaurus canadensis \| \| \| \| |
|  |                                                                                            |
|  | Pachyrhinosaurus perotorum                                                                 |
|  |                                                                                            |
|  | Pachyrhinosaurus canadensis                                                                |
|  |                                                                                            |

|  | Pachyrhinosaurus perotorum  |
|  |                             |
|  | Pachyrhinosaurus canadensis |
|  |                             |

|  | Pachyrhinosaurus lakustai                                                                  |
|  |                                                                                            |
|  | \| \| Pachyrhinosaurus perotorum \| \| \| \| \| \| Pachyrhinosaurus canadensis \| \| \| \| |
|  |                                                                                            |
|  | Pachyrhinosaurus perotorum                                                                 |
|  |                                                                                            |
|  | Pachyrhinosaurus canadensis                                                                |
|  |                                                                                            |

|  | Pachyrhinosaurus perotorum  |
|  |                             |
|  | Pachyrhinosaurus canadensis |
|  |                             |

|  | Pachyrhinosaurus lakustai                                                                  |
|  |                                                                                            |
|  | \| \| Pachyrhinosaurus perotorum \| \| \| \| \| \| Pachyrhinosaurus canadensis \| \| \| \| |
|  |                                                                                            |
|  | Pachyrhinosaurus perotorum                                                                 |
|  |                                                                                            |
|  | Pachyrhinosaurus canadensis                                                                |
|  |                                                                                            |

|  | Pachyrhinosaurus perotorum  |
|  |                             |
|  | Pachyrhinosaurus canadensis |
|  |                             |

|  | Pachyrhinosaurus lakustai                                                                  |
|  |                                                                                            |
|  | \| \| Pachyrhinosaurus perotorum \| \| \| \| \| \| Pachyrhinosaurus canadensis \| \| \| \| |
|  |                                                                                            |
|  | Pachyrhinosaurus perotorum                                                                 |
|  |                                                                                            |
|  | Pachyrhinosaurus canadensis                                                                |
|  |                                                                                            |

|  | Pachyrhinosaurus perotorum  |
|  |                             |
|  | Pachyrhinosaurus canadensis |
|  |                             |

|  | Pachyrhinosaurus lakustai                                                                  |
|  |                                                                                            |
|  | \| \| Pachyrhinosaurus perotorum \| \| \| \| \| \| Pachyrhinosaurus canadensis \| \| \| \| |
|  |                                                                                            |
|  | Pachyrhinosaurus perotorum                                                                 |
|  |                                                                                            |
|  | Pachyrhinosaurus canadensis                                                                |
|  |                                                                                            |

|  | Pachyrhinosaurus perotorum  |
|  |                             |
|  | Pachyrhinosaurus canadensis |
|  |                             |

|  | Pachyrhinosaurus lakustai                                                                  |
|  |                                                                                            |
|  | \| \| Pachyrhinosaurus perotorum \| \| \| \| \| \| Pachyrhinosaurus canadensis \| \| \| \| |
|  |                                                                                            |
|  | Pachyrhinosaurus perotorum                                                                 |
|  |                                                                                            |
|  | Pachyrhinosaurus canadensis                                                                |
|  |                                                                                            |

|  | Pachyrhinosaurus perotorum  |
|  |                             |
|  | Pachyrhinosaurus canadensis |
|  |                             |

|  | Pachyrhinosaurus lakustai                                                                  |
|  |                                                                                            |
|  | \| \| Pachyrhinosaurus perotorum \| \| \| \| \| \| Pachyrhinosaurus canadensis \| \| \| \| |
|  |                                                                                            |
|  | Pachyrhinosaurus perotorum                                                                 |
|  |                                                                                            |
|  | Pachyrhinosaurus canadensis                                                                |
|  |                                                                                            |

|  | Pachyrhinosaurus perotorum  |
|  |                             |
|  | Pachyrhinosaurus canadensis |
|  |                             |

## Étymologie
Le nom générique, Stellasaurus, du latin stella, « étoile », et saurus, « lézard », a été choisi en raison de l'apparence générale en étoile de l'ornementation au niveau du crâne, c'est également un hommage à la chanson Starman de David Bowie.
L'épithète spécifique, ancellae, lui a été donnée en l'honneur de Carrie Ancell, paléontologue et préparatrice de fossiles au Museum of the Rockies, qui a, entre autres, découvert et préparé l'holotype de Stellasaurus ancellae, et dont l'expertise a permis de faire progresser la paléontologie des vertébrés.

## Publication originale
- (en) John P. Wilson, Michael J. Ryan et David C. Evans, « A new, transitional centrosaurine ceratopsid from the Upper Cretaceous Two Medicine Formation of Montana and the evolution of the 'Styracosaurus-line' dinosaurs », Royal Society Open Science, Royal Society, vol. 7, no 4,‎ 29 avril 2020, p. 200284 (ISSN 2054-5703, PMID 32431910, PMCID 7211873, DOI 10.1098/RSOS.200284, lire en ligne).